# Amenhotep II.
Amenhotep II. byl egyptským faraonem 18. dynastie. Vládl přibližně v letech 1425–1400 př. n. l. V historické dynastické posloupnosti nebyl přímým dědicem po otci. Přímým prvorozeným následníkem byl syn Amenhotep, jehož matkou byla možná královna Nefru-Re, ten však předčasně zemřel a na trůn nastoupil jeho nevlastní bratr Amenhotep II. od druhé manželky Thutmose III. Merit-Re-Hatšepsut.
Jako panovník měl nesnadnou úlohu, neboť na trůn nastoupil po otci, který je považován za největšího válečníka a dobyvatele v historii Egypta. Jeho říše se rozkládala od Núbie na jihu až po starověké království Mitanni, zem Kassitů v Bybolonii až k hranicím Rudého moře.

## Vláda

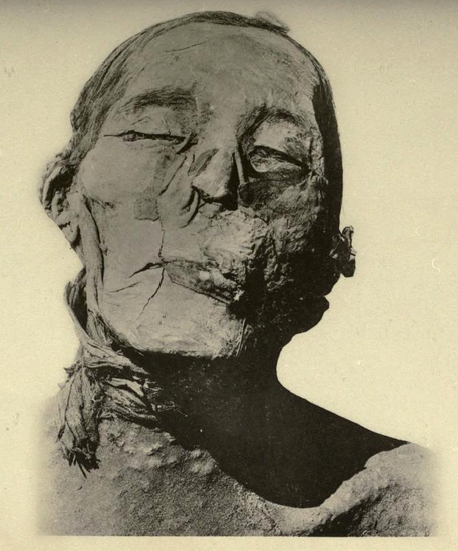
Mumie Amenhotepa II. v hrobce KV35, r.1898

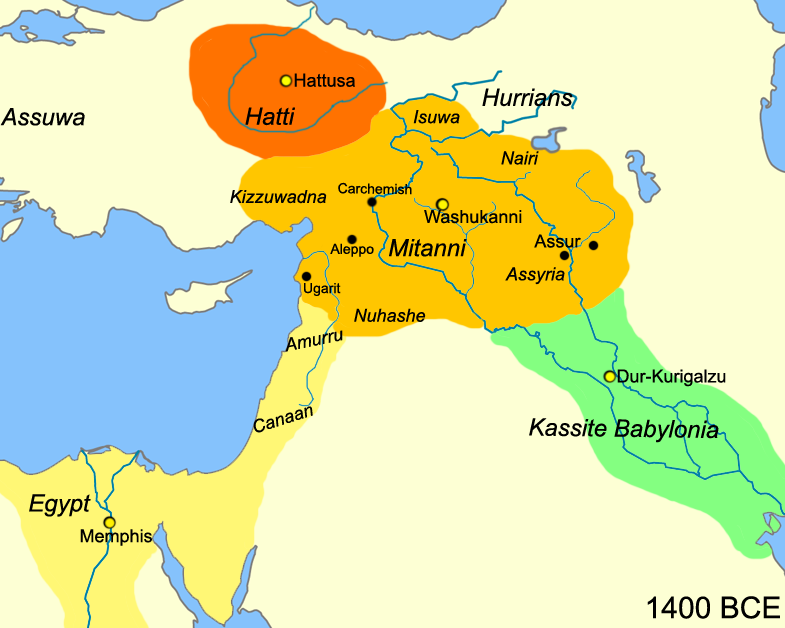
Mapa Bízkého východu ~1400 př. n. l.

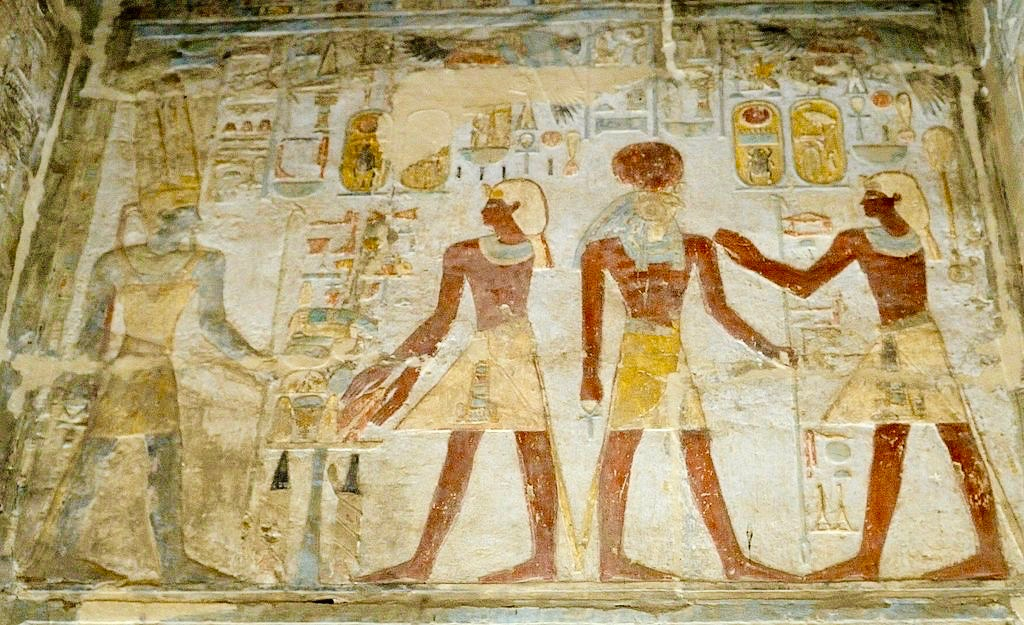
Amenhotep II. a Thutmose III.; relief v chrámu Amada v Nubii

Amenhotep II. měl během své vlády nesnadný úkol, zdědil totiž po svém otci obrovskou říši, kterou musel udržet zevnitř a bránit před útoky zvenčí. Sídlil, podobně jako všichni panovníci 18. dynastie s výjimkou amarnského období, ve Vesetu (Théby). Vládl přibližně 25 let. Udržel vládu nad zděděnou říši téměř v takových rozměrech, v jakých ji získal.
Do Asie vyslal dvě velké trestné výpravy, které se vypořádaly s tamějšími povstáními. S poraženými zacházel velmi krutě. Podle nápisů vzbouřené náčelníky vlastnoručně zabil a jejich těla poté přivezl do hlavního města, kde je nechal pověsit na hradby hlavou dolů. Velmi rád se vychloubal svojí tělesnou zdatností, údajně jezdil jako bůh války Moncu, z jedoucího válečného vozu šípem prostřelil měděný terč o síle lidské dlaně.

## Monumenty
Mezi četnými stavebními památkami dominují menší chrámy, které rozšiřoval. Stavební památky Amenhotepa II. jsou rozesety po celém Egyptě. V Karnaku přistavěl několik prvků k Amonovu chrámu. U Šéch Abd el-Kurny, poblíž zádušního chrámu Ramesse II., se nacházejí poměrně dobře zachovalé pozůstatky jeho chrámu. Nechal také vyzdobit kapli bohyně Hathory v chrámu královny Hatšepsut v Dér el-Bahrí. U druhého kataraktu v Nubii se nachází stéla s jeho jménem. V době jeho vlády bylo na vysoké úrovni také výtvarné umění.

## Diplomatické aktivity
Jsou doloženy diplomatické kontakty mezi Amenhotepem II. a králi Asýrie o dynastických sňatcích s princeznou z říše Mitanni za vlády Atartama I. (1450–1400 př. n. l.). Egypt s ním uzavřel dohodu o podpoře Mitanni proti Chetitům. Následně si Thutmose IV. vzal za ženu jeho dceru. Ta se zřejmě stala matkou Amenhotepa III. Tyto vzájemné kontakty obou říší přetrvávaly i za vlády jeho syna Atartama II. a posléze také za Šuttarna II. a trvaly i za vlády Thutmose IV. a Amenhotepa III.

## Hrobka
Hrobka Amenhotepa II. KV35 se nachází v Údolí Králů. Je tvořena deseti místnostmi, vstupní chodbou se třemi schodišti, před pohřební komorou se nachází pilířová síň. Celou hrobku zdobí nástěnné polychromované reliéfy. Na stejném místě jako před tisíci lety se nachází sarkofág, který je vyroben z červeného pískovce, zdoben modrými a zlatými obrazy ochranných bohů a nápisy. Hrobku objevil v roce 1898 francouzský egyptolog Victor Loret. Kromě mumie samotného Amenhotepa II. v západním výklenku sarkofágu našel také několik dalších královských mumií, které sem nechali ukrýt kněžští králové z 21. dynastie. Kromě jiných tam byly mumie Thutmose IV., Amenhotepa III. a jeho manželky královny Teje.

## Poznámka
Historik Manehto uvádí, že během vlády Misfragmúthótise (tak označoval Amenhotepa II.) došlo k Deukaliónové potopě. Tím měl na mysli výbuch sopky Théry, který vedl ke katastrofickým následkům ve velké části Egejského moře. Ta však byla datována do ~1700 př.Kr, a to také v souvislosti se zánikem Minojské civilizace